# I. e. 136
Évszázadok: i. e. 3. század – i. e. 2. század – i. e. 1. század
Évtizedek: i. e. 180-as évek – i. e. 170-es évek – i. e. 160-as évek – i. e. 150-es évek – i. e. 140-es évek – i. e. 130-as évek – i. e. 120-as évek – i. e. 110-es évek – i. e. 100-as évek – i. e. 90-es évek – i. e. 80-as évek
Évek: i. e. 141 – i. e. 140 – i. e. 139 – i. e. 138 –  i. e. 137 – i. e. 136 – i. e. 135 – i. e. 134 – i. e. 133 – i. e. 132 – i. e. 131

## Események

### Róma
- Lucius Furius Philust és Sextus Atilius Serranust választják consulnak.
- Aemilius Lepidus proconsul feladja a keltiber vaccaei törzs fővárosának, Pallantiának az ostromát. Mivel önhatalmúlag, a szenátus jóváhagyása nélkül támadta meg őket, megfosztják parancsnoki címétől és magánemberként kell visszatérnie Rómába, ahol pénzbüntetést rónak ki rá.
- Lucius Furius Philus consult küldik Hispániába, hogy kiszolgáltassa a lázadó keltibereknek Hostilius Mancinust, aki az előző évben szorult helyzetében békeszerződést kötött velük. A keltiberek visszautasítják az ajánlatot.

## Fordítás
- Ez a szócikk részben vagy egészben  a(z)   136 av. J.-C. című francia Wikipédia-szócikk ezen változatának fordításán alapul.  Az eredeti cikk szerkesztőit annak laptörténete sorolja fel. Ez a jelzés csupán a megfogalmazás eredetét és a szerzői jogokat jelzi, nem szolgál a cikkben szereplő információk forrásmegjelöléseként.